# Rightside Up
Rightside Up är debutalbumet av den italienska metal-gruppen Exilia, utgivet 2000. Albumet gavs ut på ett indieskivbolag och producerades av medlemmarna själva. En nyutgåva släpptes den 4 oktober 2004 på det tyska skivbolaget Edel Records.
Till skillnad från Exilias nyare album är debutalbumet något mer poporienterat och sångerskan och låtskrivaren Masha Mysmane har ännu inte börjat använda sin hesa, aggressiva sångstil. Däremot har låtarna tunga gitarriff som på de nyare albumen, vilket resulterar albumet i en blandning av genrerna alternativ rock, alternativ metal och nu metal.

## Låtlista
Alla låtar är skrivna av Exilia.
1. Keep on Breathing – 3:32
2. Baby Doll – 3:16
3. Sweet Rain – 4:25
4. Rightside Up – 4:12
5. Excuse Me – 4:18
6. Venus – 2:46
7. Always With Me – 3:24
8. Free to Live – 3:39
9. Not Me – 3:27
10. Even If – 6:05

## Releasedatum
| Datum          | Region          | Format | Skivbolag    | Katalognummer |
| -------------- | --------------- | ------ | ------------ | ------------- |
| 2000           | Internationellt | CD     | Indie        | –             |
| 4 oktober 2004 | Internationellt | CD     | Edel Records | 0157702ERE    |

## Medverkande
Exilia:
- Masha Mysmane - sång
- Elio Alien - gitarr
- Frank Coppolino - bas
- Andrea Ge - trummor